# Хэммон, Бекки
Ребе́кка Линн «Бе́кки» Хэ́ммон (фамилия по российскому паспорту Хаммон, англ. Rebecca Lynn «Becky» Hammon; род. 11 марта 1977, Рапид-Сити, Южная Дакота, США) — американская и российская баскетболистка, выступавшая в Женской национальной баскетбольной ассоциации и различных клубах Европы. В феврале 2008 года получила российское гражданство и стала выступать за женскую баскетбольную сборную России, в составе которой становилась бронзовым призёром Олимпийских игр 2008 года и серебряным призёром чемпионата Европы 2009 года.
В 2010 году подписала двухлетний контракт с оренбургской «Надеждой», но 21 февраля 2011 года клуб решил расторгнуть в одностороннем порядке соглашение, мотивируя тем, что Бекки не выполняла условия контракта — неудовлетворительная игра на протяжении всего сезона. 4 апреля 2012 года арбитражный суд ФИБА, рассмотрев жалобу баскетболистки, обязал «Надежду» выплатить Бекки компенсацию в размере 220 000 долларов.
5 августа 2014 года Бекки Хэммон устроилась на должность ассистента Грегга Поповича в «Сан-Антонио Спёрс», став второй женщиной-тренером в истории НБА после Лизы Бойер, которая отработала всего один неполный рабочий день в штате «Кливленд Кавальерс». Кроме того, она стала первой полностью занятой женщиной-тренером в одной из четырёх главных профессиональных мужских спортивных лиг в Северной Америке.
В декабре 2021 года стала главным тренером команды «Лас-Вегас Эйсес» и уже в своём дебютном сезоне привела свой новый клуб к его первому чемпионскому титулу, а в следующем сезоне защитила его. Член баскетбольного зала славы с 2023 года.

## Достижения
- 6 раз избиралась для участия в Матче всех звёзд ЖНБА (2003—2009, в 2003 и 2006 годах не принимала участия в матче из-за травм, в 2008 году Матч не проводился из-за Олимпийских игр)
- 4 раза была включена в сборную всех звёзд ЖНБА (2005 и 2008 — вторая пятёрка, 2007 и 2009 — первая пятёрка)
- Самый ценный игрок Женской национальной баскетбольной лиги (2005)[6]
- Выиграла конкурс Dribble, Dish and Swish Competition (аналог Skills Challenge в НБА) в рамках Матча всех звёзд в 2007 году.
- Имя Хэммон занесено в Книгу рекордов Гиннесса, за то что Бекки 16 февраля 2008 года реализовала наибольшее количество штрафных бросков за одну минуту для женщин — 38 из 42 попыток.
- Заняла второе место среди снайперов ЖНБА в 2007 году.
- Лучшая по количеству передач в ЖНБА в 2007 году.
- Присоединилась к игрокам ЖНБА, набравшим за карьеру 3000 очков и сделавшим 600 передач — 6 июля 2008 года
- Стала второй баскетболисткой в ЖНБА, которая за карьеру набрала 4000 очков и сделала 1000 передач — 30 августа 2009 года[7]
- Победитель конкурса трёхочковых бросков в рамках ЖНБА All-Star 2008 и 2009 годов.
- Обладатель Кубка России 2008 года.
- Победитель конкурса трёхочковых бросков в рамках Матча всех звёзд женской Евролиги в 2009 году.
- Участница Матча всех звёзд Евролиги в 2009 году.
- Выиграла Звёздный конкурс бросков в рамках Звёздного уикенда в НБА в 2008 (в команде с Тимом Данканом и Дэвидом Робинсоном) и 2010 (в команде с Дирком Новицки и Кенни Смитом) годах.
- Серебряный призёр чемпионата России: 2008, 2012, 2013.
- Бронзовый призёр чемпионата России: 2009, 2011.
- Серебряный призёр чемпионат Европы: 2009.
- Бронзовый призёр летних Олимпийских игр 2008 года.
- Победитель Мировой Лиги ФИБА 2007

## Награды и звания
- Заслуженный мастер спорта России
- Медаль ордена «За заслуги перед Отечеством» II степени (2 августа 2009) — за большой вклад в развитие физической культуры и спорта, высокие спортивные достижения на Играх XXIX Олимпиады 2008 года в Пекине[8]
- В 2009 году Завоевала звание Спортсменки года в России по версии сайта Чемпионат ру[9]